# 李國治
李國治，台灣民樂工作者、歌仔戲樂師，高雄市人，師從蘇桐學習揚琴與歌仔戲音樂藝術。
他當兵時在金門的藝工隊演奏揚琴，退伍後活躍在音樂界和歌仔戲界，以與楊麗花歌仔戲團等的合作較知名，曾參加台視等電視台的歌仔戲文場（旋律部）工作多年，演奏作品有《薛丁山樊梨花》、《虎膽義魄》、《七品芝麻官》、《楊乃武與小白菜》等。
1990年代展開與廖瓊枝的長期合作，領奏作品有廖瓊枝編導的《黑姑娘》（陳孟亮音樂設計，兒童歌仔戲）；演唱的《王寶釧寫血書·薛平貴回窯》（王清松司鼓，莊家煜記譜，柯銘峰月琴三弦）音樂專輯等。
2000年，隨廖瓊枝劇組到法國巴黎公演《王魁負桂英》（劉文亮音樂設計、主弦），演奏大廣弦。
揚琴和大廣弦以外，歌仔戲主弦（殼子弦、六角弦、喇叭弦）領奏和嗩吶、月琴、三弦、管、笛、簫等也很拿手。